# Mats Gustafsson
Mats Olof Gustafsson (ur. 29 października 1964 w Umeå) – szwedzki saksofonista free jazzowy.

## Życiorys
Urodzony na północy Szwecji Gustafsson już jako nastolatek grał na instrumentach klawiszowych, flecie oraz saksofonie. Był zafascynowany grą na saksofonie Little Richarda. Karierę muzyczną zaczął w 1982 w zespołach jazz-rockowych i punkowych. W połowie lat 80. przeprowadził się do Sztokholmu. W 1990 grał w Londynie w projekcie Company Dereka Baileya. W tym okresie zaczął też regularnie odwiedzać Chicago i nawiązywać kontakty z tamtejszą sceną jazzową (Ken Vandermark, Hamid Drake). W 2012 nagrał płytę The Cherry Thing, będącą upamiętnieniem słynnego trębacza jazzowego Dona Cherry’ego. W nagraniach brała udział córka Cherry’ego, Neneh.
Współpracował m.in. z Sonic Youth, Peterem Brötzmannem, Derekiem Bailey, Svenem-Åke Johanssonem, Yamataką Eye, Hamidem Drakiem, Kenem Vandermarkiem, Lee Ranaldo, Thurstonem Moore'em, Axelem Dörnerem, Michaelem Zerangiem, Evanem Parkerem, Merzbow, Hanem Benninkiem, Joem McPhee, FourTet, Paalem Nilssen-Love, Ikue Mori, Stianem Westerhusem i Colinem Stetsonem. Jest liderem zespołów Fire!, The Thing i Swedish Azz.
Poza muzyką, Gustafsson zajmuje się też teatrem, literaturą i malarstwem.

## Styl

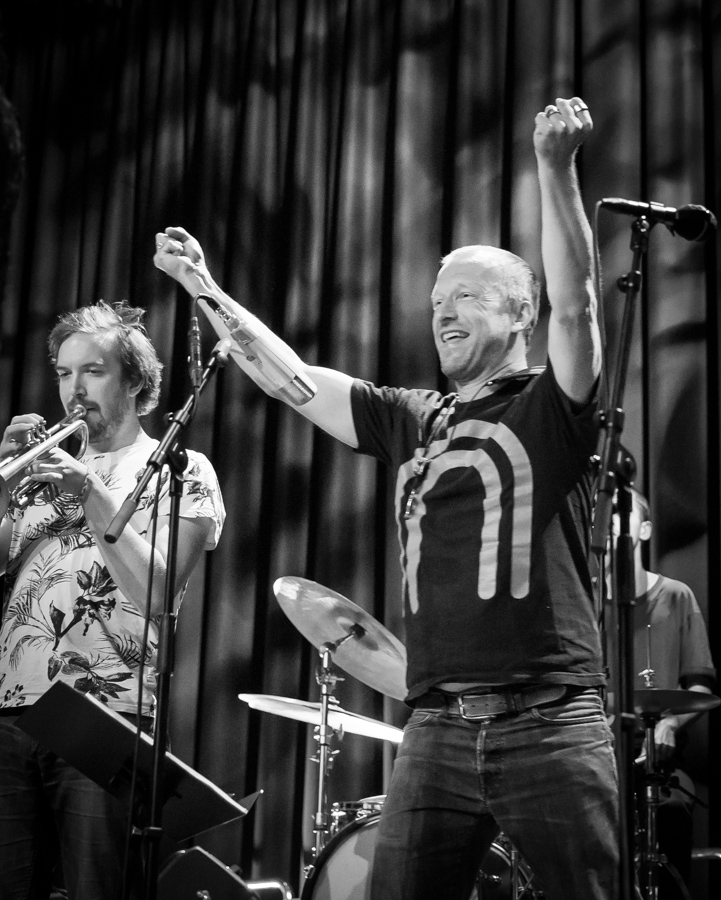
Mats Gustafsson, Oslo Jazzfestival 2016

W swojej muzyce Gustafsson łączy elementy wczesnego free jazzu i europejskiej muzyki mikrotonowej. Eksperymentuje dużo z elektroniką.
Jest twórcą instrumentu o nazwie fluteophone, powstałego po nałożeniu na flet ustnika saksofonu.

## Wybrana dyskografia
- Nothing To Read z Paulem Lovensem (1991, Blue Tower Records)
- Parrot Fish Eye (1995, Okka Disk)
- For Don Cherry z Hamidem Drakiem (1995, Blue Tower Records)
- Mouth Eating Trees And Related Activities z Barrym Guyem i Paulem Lovensem (1996, Okka Disk)
- Frogging z Barrym Guyem (1996, Maya Recordings)
- Impropositions. Solo Saxophone (1997, Phono Suecia)
- The Education Of Lars Jerry (1999, Xeric)
- Hidros One z Nu-Ensemblen (1999, Caprice Records)
- Port Huron Picnic z Kurtem Newmanem i Mikiem Gennaro (2000, Spool)
- The School Days And Thing (2002, Anagram Records)
- Blues z Davidem Stackenäsem (2003, Atavistic)
- Hidros 3 z Sonic Youth (2004, Smalltown Supersound)
- Slide (2005, Firework Edition Records)
- Catapult (2005, Doubtmusic)
- It Is All About... (2007, Tyfus)
- Words On The Floor z Yoshimi P-We (2007, Smalltown Superjazzz)
- Mats G Plays Duke E (2008, Qbico)
- Cosmic Debris Volume IV z My Cat Is An Alien (2008, Opax)
- The Vilnius Implosion (2008, NoBusiness Records)
- Mats G. Plays Albert A. (2009, Qbico)
- Baro 101 z Paalem Nilssen-Love i Mesele Asmamaw (2012, Terp Records)
- Mats G. Plays Gullin (2012, Sagittarius A-Star)
- Birds z Johnem Russellem i Raymondem Stridem (2012, dEN Records)
- Bengt (2012, Utech Records)
- Stones z Colinem Stetsonem (2012, Rune Grammofon)
- Eissalon (Live) z Didi Kern (2013, Rock Is Hell Records)
- Vi Är Alla Guds Slavar z Thurstonem Moore'em (2013, Otoroku)

### Fire!
- You Liked Me Five Minutes Ago (2009, Rune Grammofon)
- Unreleased? z Jimem O’Rourke (2011, Rune Grammofon)
- In the Mouth – a Hand z Orenem Ambarchim (2012, Rune Grammofon)
- (Without Noticing) (2013, Rune Grammofon)
- Exit! (jako Fire! Orchestra; 2013, Rune Grammofon)
- Enter (jako Fire! Orchestra; 2014, Rune Grammofon)

### The Thing
- She Knows... (2001, Crazy Wisdom Music)
- The Thing (2001, Crazy Wisdom Music)
- Sounds Like a Sandwich (2005, Smalltown Superjazz)
- Action Jazz (2006, Smalltown Superjazz)
- Bag It! (2009, Smalltown Superjazz)
- Shinjuku Crawl (2009, Smalltown Superjazz)
- Shinjuku Growl (2011, Smalltown Superjazz)
- Mono (2011, The Thing Records)
- The Cherry Thing z Neneh Cherry (2012, Smalltown Superjazz)
- The Cherry Thing Remixes (2012, Smalltown Superjazz)
- Boot! (2013, The Thing Records)
- Live (2014, The Thing Records, z Thurstonem Moore'em)